# Trindade: Curto Caminho Longo
Trindade: Curto Caminho Longo é um filme documentário brasileiro de 1978, produzido por Luis Keller e Tânia Quaresma.
Trata-se de um longa-metragem reunindo diversos músicos e composições da música instrumental brasileira, tais como:
- Villa-Lobos
- Luís Keller
- Hermeto Paschoal
- Egberto Gismonti
- Marcos Resende
- Wagner Tiso
- Nivaldo Ornelas
- Waltel Branco